# Jimmy Vicaut
Jimmy Vicaut (ur. 27 lutego 1992 w Bondy) – francuski lekkoatleta specjalizujący się w biegach sprinterskich.

## Kariera sportowa
W 2009 roku zajął siódmą lokatę w biegu na 100 m  podczas mistrzostw świata juniorów młodszych. Rok później zdobył brązowy medal mistrzostw świata juniorów w tej samej konkurencji. W sztafecie 4 × 100 metrów podczas mistrzostw Europy wywalczył złoty medal. Podwójny złoty medalista mistrzostw Europy juniorów oraz srebrny mistrzostw świata w 2011.
W 2012 startował na igrzyskach olimpijskich w Londynie, na których dotarł do półfinału biegu na 100 metrów, a wraz z kolegami z reprezentacji, zajął 4. miejsce w sztafecie 4 × 100 metrów. W marcu 2013 został halowym mistrzem Europy w biegu na 60 metrów, natomiast trzy lata później zdobył srebrny i brązowy medal mistrzostw Europy w Amsterdamie. Szósty zawodnik światowego czempionatu w Londynie (2017).
Złoty medalista mistrzostw kraju.
Dwukrotnie (2011 & 2012) zajął 3. miejsce w plebiscycie na wschodzącą gwiazdą europejskiej lekkoatletyki organizowanym przez European Athletics.

## Osiągnięcia
| Rok  | Impreza                                 | Miejsce        | Konkurencja        | Lokata     | Wynik |
| ---- | --------------------------------------- | -------------- | ------------------ | ---------- | ----- |
| 2009 | Mistrzostwa świata juniorów młodszych   | Bressanone     | bieg na 100 m      | 7. miejsce | 10,89 |
| 2010 | Superliga drużynowych mistrzostw Europy | Bergen         | sztafeta 4 × 100 m | –          | DNF   |
| 2010 | Mistrzostwa świata juniorów             | Moncton        | bieg na 100 m      | 3. miejsce | 10,28 |
| 2010 | Mistrzostwa Europy                      | Barcelona      | sztafeta 4 × 100 m | 1. miejsce | 38,11 |
| 2011 | Mistrzostwa Europy juniorów             | Tallinn        | bieg na 100 m      | 1. miejsce | 10,07 |
| 2011 | Mistrzostwa Europy juniorów             | Tallinn        | sztafeta 4 × 100 m | 1. miejsce | 39,35 |
| 2011 | Mistrzostwa świata                      | Daegu          | bieg na 100 m      | 6. miejsce | 10,27 |
| 2011 | Mistrzostwa świata                      | Daegu          | sztafeta 4 × 100 m | 2. miejsce | 38,20 |
| 2012 | Igrzyska olimpijskie                    | Londyn         | bieg na 100 m      | półfinał   | 10,16 |
| 2012 | Igrzyska olimpijskie                    | Londyn         | sztafeta 4 × 100 m | 4. miejsce | 38,16 |
| 2013 | Halowe mistrzostwa Europy               | Göteborg       | bieg na 60 m       | 1. miejsce | 6,48  |
| 2013 | Superliga drużynowych mistrzostw Europy | Gateshead      | bieg na 100 m      | 1. miejsce | 10,28 |
| 2013 | Superliga drużynowych mistrzostw Europy | Gateshead      | sztafeta 4 × 100 m | 4. miejsce | 38,84 |
| 2013 | Mistrzostwa świata                      | Moskwa         | bieg na 100 m      | półfinał   | 10,01 |
| 2013 | Mistrzostwa świata                      | Moskwa         | bieg na 200 m      | półfinał   | 20,51 |
| 2013 | Mistrzostwa świata                      | Moskwa         | sztafeta 4 × 100 m | eliminacje | 38,97 |
| 2015 | Mistrzostwa świata                      | Pekin          | bieg na 100 m      | 8. miejsce | 10,00 |
| 2015 | Mistrzostwa świata                      | Pekin          | sztafeta 4 × 100 m | 5. miejsce | 38,23 |
| 2016 | Mistrzostwa Europy                      | Amsterdam      | bieg na 100 m      | 3. miejsce | 10,08 |
| 2016 | Mistrzostwa Europy                      | Amsterdam      | sztafeta 4 × 100 m | 2. miejsce | 38,38 |
| 2016 | Igrzyska olimpijskie                    | Rio de Janeiro | bieg na 100 m      | 7. miejsce | 10,04 |
| 2016 | Igrzyska olimpijskie                    | Rio de Janeiro | sztafeta 4 × 100 m | eliminacje | 38,35 |
| 2017 | IAAF World Relays                       | Nassau         | sztafeta 4 × 100 m | 5. miejsce | 39,83 |
| 2017 | Mistrzostwa świata                      | Londyn         | bieg na 100 m      | 6. miejsce | 10,08 |
| 2017 | Mistrzostwa świata                      | Londyn         | sztafeta 4 × 100 m | 5. miejsce | 38,48 |
| 2018 | Mistrzostwa Europy                      | Berlin         | bieg na 100 m      | finał      | DNS   |
| 2019 | IAAF World Relays                       | Jokohama       | sztafeta 4 × 100 m | 5. miejsce | 38,31 |
| 2019 | Superliga drużynowych mistrzostw Europy | Bydgoszcz      | bieg na 100 m      | 1. miejsce | 10,35 |
| 2019 | Superliga drużynowych mistrzostw Europy | Bydgoszcz      | sztafeta 4 × 100 m | –          | DQ    |
| 2019 | Mistrzostwa świata                      | Doha           | bieg na 100 m      | półfinał   | 10,16 |
| 2019 | Mistrzostwa świata                      | Doha           | sztafeta 4 × 100 m | –          | DNF   |
| 2021 | Igrzyska olimpijskie                    | Tokio          | bieg na 100 m      | półfinał   | 10,11 |
| 2021 | Igrzyska olimpijskie                    | Tokio          | sztafeta 4 × 100 m | eliminacje | 38,18 |
| 2022 | Mistrzostwa świata                      | Eugene         | sztafeta 4 × 100 m | –          | DQ    |
| 2022 | Mistrzostwa Europy                      | Monachium      | bieg na 100 m      | półfinał   | 10,18 |
| 2022 | Mistrzostwa Europy                      | Monachium      | sztafeta 4 × 100 m | 2. miejsce | 37,94 |

## Rekordy życiowe
- bieg na 100 metrów – 9,86 (4 lipca 2015, Paryż oraz 7 czerwca 2016, Montreuil) rekord Europy
- Bieg na 60 metrów – 6,48 (2 marca 2013, Göteborg i 15 lutego 2014, Birmingham)